# Themira japonica
Themira japonica är en tvåvinge som beskrevs 1974 av Jan Zuska. Arten ingår i släktet Themira och familjen svängflugor. Den förekommer i Japan, holotypen var en hane insamlad i Wakkanai på Hokkaido, och inga underarter finns listade i Catalogue of Life.
Themira japonica är morfologiskt mycket lik Themira leachi (Meigen, 1826) och bedöms ha uppstått genom sen allopatrisk artbildning.